# Lewis and Clark Centennial Exposition
La Lewis and Clark Centennial Exposition, communément appelée Lewis and Clark Exposition, et officiellement connue sous le nom de Lewis and Clark Centennial and American Pacific Exposition and Oriental Fair, est une exposition mondiale qui s'est tenue en 1905 à Portland, en Oregon, pour célébrer le centenaire de l'expédition Lewis et Clark.
Bien qu'elle ne soit pas officiellement considérée comme une exposition universelle par le bureau international des expositions, elle est souvent décrite comme telle de manière informelle ; l'exposition attire à la fois des exposants et des visiteurs du monde entier. Au cours de ses quatre mois d'existence, plus de 1,6 million de personnes la visiteront et 21 pays sont présents. Les retombées économiques sont importantes pour la ville de Portland et cette dernière passe de 161 000 à 270 000 habitants entre 1905 et 1910, une croissance qui est attribuée à l'exposition.

## Préparatifs

### Développement de l'Oregon
Depuis sa fondation en 1845, Portland s'est transformé en un centre économique majeur, largement alimenté par l'arrivée des chemins de fer. Trois chemins de fer transcontinentaux utilisent Portland comme terminus sur la côte Pacifique - les chemins de fer Northern, Southern et Union Pacific. Pendant ce temps, les industries du blé et de la farine se développent à un rythme incroyable, et Portland possède « le plus grand moulin à farine de la côte Pacifique ». L'industrie du bois, sans équivalent, continue à se développer, puisque « l'Oregon est le deuxième État [en termes de superficie boisée], avec 54 300 miles carrés » et en tête « en termes de quantité de bois sur pied, avec 300 milliards de pieds... ». Le transport maritime de l'Oregon se développe également, grâce à un projet de 1,5 million de dollar pour endiguer et draguer le fleuve Columbia. Pendant cette période, la population de l'Oregon passe de 13 294 habitants habitants en 1850 à 413 536 en 1900, soit une croissance de 3 000 %, contre 1 000 % pour l'ensemble des États-Unis.
Malgré tous ces facteurs positifs, l'Oregon n'est épargné par la longue dépression nationale, qui a eu un effet important en 1893. Des emplois sont perdus dans tout le pays, les chemins de fer se développant trop vite grâce à un système bancaire faible et les valeurs agricoles chutant. L'élite des chefs d'entreprise de l'État tente d'élaborer des plans pour relancer l'économie. Dan McAllen, un marchand de marchandises sèches, suggère en 1895 « que Portland doit marquer le nouveau siècle et qu'elle se sorte de son marasme économique en organisant une sorte d'exposition internationale »,. Comme la région se concentre sur d'autres problèmes, sa proposition passe inaperçue pendant quelques années. L'idée d'une exposition revient de temps à autre, mais aucun effort concret n'est réalisé, pour diverses raisons. Ce n'est qu'au milieu de l'année 1900 que ce genre d'action commence, lorsque « J.M. Long, de la chambre de commerce de Portland, met sur pied un comité provisoire » pour commencer à planifier une sorte d'exposition.
Bien vite, un conseil permanent est créé et le directeur de la Portland General Electric Company, Henry W. Goode, devient le président du conseil d'administration. Les autres membres sont I. N. Fleischner, premier vice-président, Oskar Huber, directeur des travaux, le colonel Henry E. Dosch, directeur des expositions, Henry E. Reed, secrétaire, et J. A. Wakefield, directeur des concessions et des admissions,. Il s'agit de certains des hommes les plus riches et les plus puissants de Portland, travaillant ensemble pour créer un événement d'une grandeur et d'une aura inégalées.

### Thème

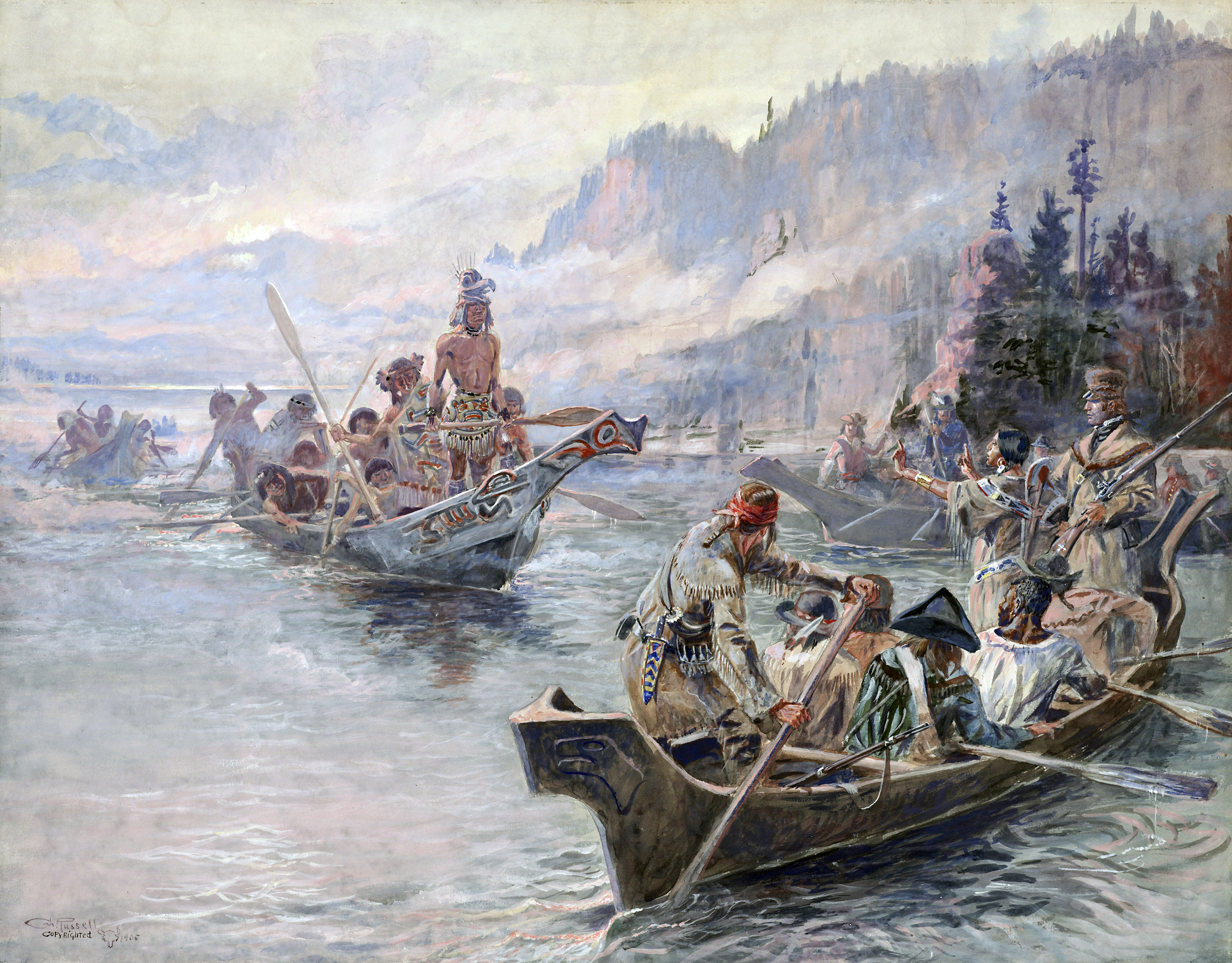
Lewis et Clark sur le bas Columbia par Charles Marion Russell.

Bien que la véritable motivation de l'exposition soit d'ordre économique et commercial, il est néanmoins crucial d'avoir un thème pour la publicité et le décor. Le thème de l'exposition de Portland est choisi sur les conseils de la société historique de l'Oregon. Ils suggèrent que le centenaire du séjour de l'expédition Lewis et Clark en Oregon serait un événement parfait à commémorer. Comme les directeurs souhaitent également inclure leurs rêves de croissance économique, ils combinent les deux idées dans un titre qui « résume le double objectif de commémoration historique et de promotion régionale : The Lewis and Clark Centennial and American Pacific Exposition and Oriental Fair »,. En outre, une devise est décidée afin d'orienter les festivités et de renforcer la publicité : « Vers l'ouest, le cours de l'empire prend son chemin ».

### Financement
Une fois le thème choisi, les hommes commencent à obtenir des exposants et obtiennent des soutiens financiers. Il est crucial d'obtenir le soutien du gouvernement en raison des investissements personnels déjà réalisés : « La Ladd and Tilton Bank [a investi] 20 000 dollars, la Northern Pacific Railroad 20 000 dollars supplémentaires et le brasseur Henry Weinhard 10 000 dollars »,. Un grand nombre des investissements substantiels proviennent d'hôtels (l'Imperial Hôtel Company achète 50 actions d'une valeur de 5 000 dollars), de restaurants, de compagnies de tramway et de détaillants - tous des groupes qui ont beaucoup à gagner du succès de la foire et de la prospérité économique qu'elle peut apporter. En outre, environ 3 000 citoyens ordinaires achètent des certificats d'actions, à la fois pour investir et pour soutenir ce qu'ils considèrent comme une entreprise louable. Ces investissements individuels ont fini par rapporter gros.

### Action politique
Voyant les avantages potentiels du succès de l'exposition, la législature de l'État commence à prévoir des financements pour celle-ci. Bien qu'elle « ne s'intéresse guère aux héros historiques et à leur périple de 3 200 km, elle partage la vision du commerce dans le Pacifique qui a motivé l'exploration et la colonisation du pays de l'Oregon ». C'est ainsi que la législature adopte une « loi célébrant le centième anniversaire de l'exploration du pays de l'Oregon » et qui alloue une somme d'environ 500 000 dollars pour l'exposition. Après l'achèvement de l'exposition, il est rapporté que
L'argent dépensé par les deux départements s'élevait à environ quatre cent mille dollars chacun, l'État s'appropriant le montant dépensé par la Commission, tandis que les actionnaires de la Société ont souscrit un montant à peu près égal. Les recettes de l'Exposition ont été entièrement dépensées sous la direction de la Société. Le gouvernement des États-Unis a alloué 475 000 dollars et une valeur égale en objets exposés, dont je ne suis pas en mesure de donner les montants exacts.
Ainsi, l'exposition peut avoir lieu avec ce financement.
Le projet de loi qui affecte les fonds crée également une commission spéciale chargée de superviser l'organisation de l'exposition. Comme le rapporte cette commission : « La Lewis & Clark Exposition a été organisée conjointement, sous l'autorisation de la loi créant cette Commission, par la Commission et la Lewis and Clark Exposition Corporation ». Se réunissant pour la première fois le 30 mai 1903, il s'agit d'un comité nommé par le gouvernement dans l'intention de partager les charges de la planification. À cette date, ils choisissent un président, Jefferson Myers, qui « a fait un discours ... demandant instamment une coopération chaleureuse avec les directeurs de la Lewis and Clark Exposition Corporation pour obtenir les meilleurs résultats. Il a ensuite répété ces promesses d'aide aux directeurs ». Cela semble bien se passer, et leur aide permet de guider l'exposition à travers les obstacles gouvernementaux inhérents à la planification d'une telle entreprise.
Après la fermeture de l'exposition, Henry Reed, secrétaire de l'Exposition Corporation, crée un volumineux ouvrage documentant l'ensemble du processus de planification et de gestion de l'événement. Lui aussi ne tarit pas d'éloges sur la participation du gouvernement et écrit que « l'État de l'Oregon a apporté une aide plus solide ... à la Lewis and Clark Centennial Exposition que tout autre État de l'Union n'a jamais apporté à une exposition organisée sur son territoire »,. Il se montre également particulièrement reconnaissant envers la ville de Portland pour son aide et souligne que son « soutien cordial et enthousiaste » a été inestimable pour le succès de l'exposition. Ces louanges à propos de Portland sont répétées par la Commission d'État, ce qui confirme l'aide précieuse de la ville.

## Parc des expositions

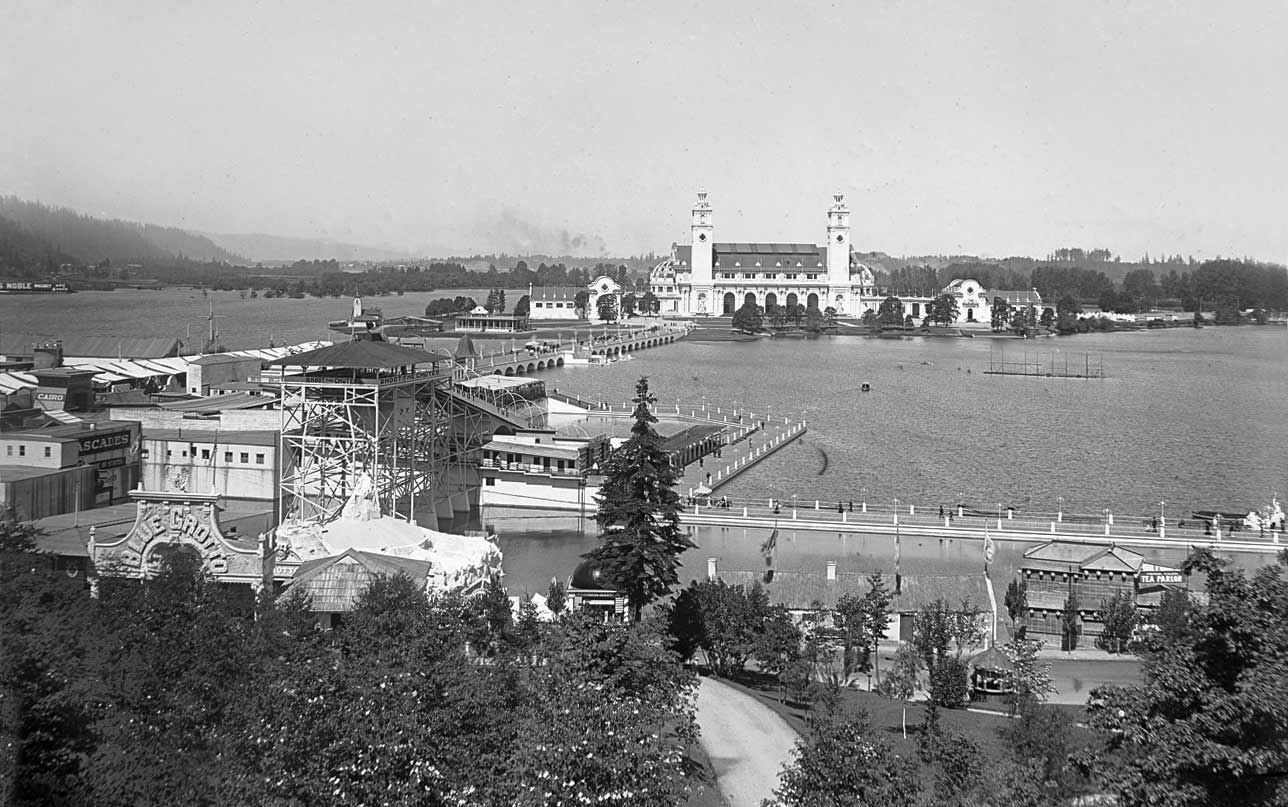
Aperçu du parc d'exposition.

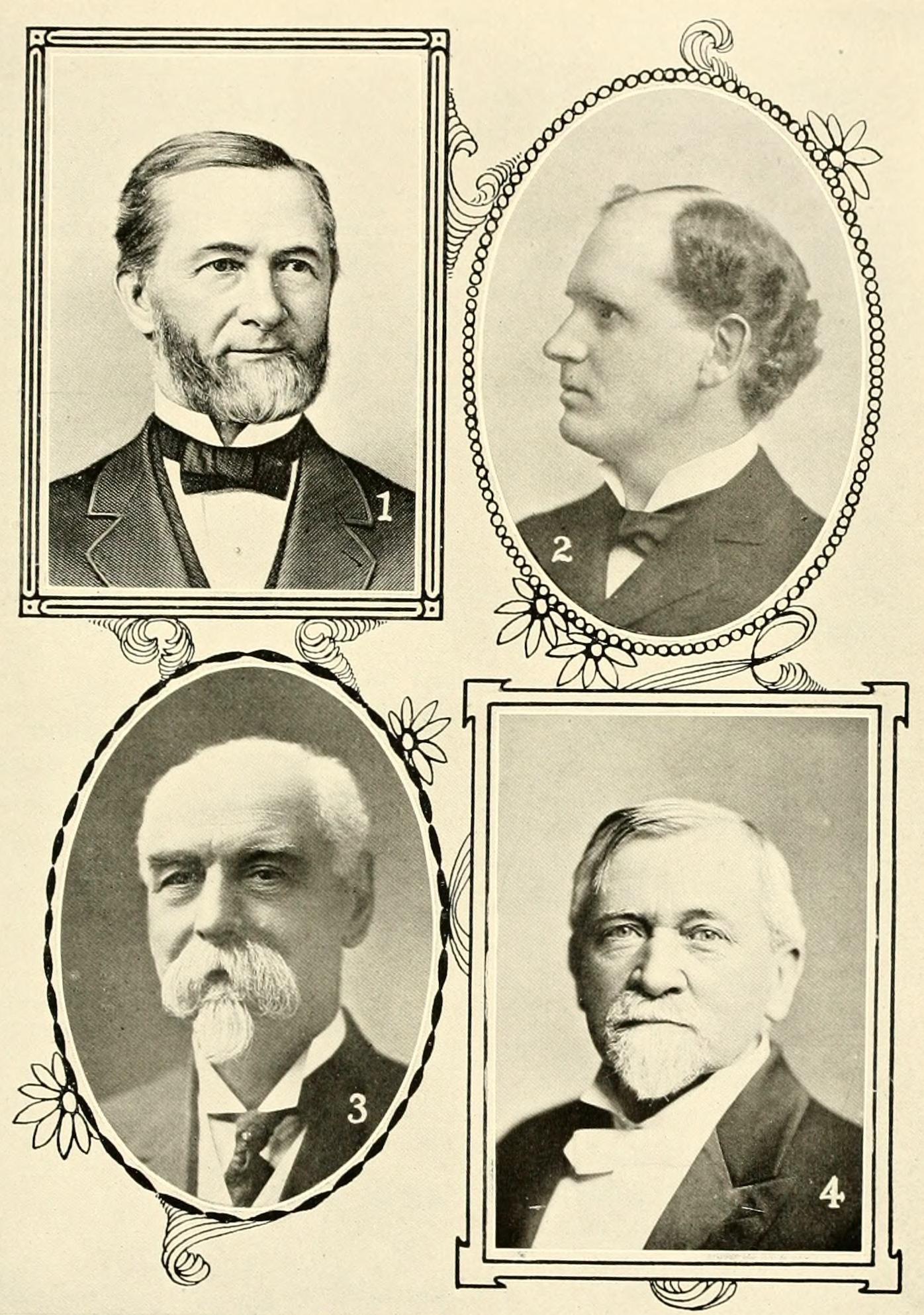
Les quatre principaux responsables de l'exposition, selon Joseph Gaston : Henry W. Corbett, Lewis B. Cox, Henry E. Dosch et Henry L. Pittock.

### Site
Après avoir obtenu le soutien financier nécessaire (et la commission qui l'accompagne), le conseil d'administration entame le processus de sélection d'un site pour la tenue de l'exposition. Un certain nombre d'emplacements sont envisagés, tant sur la rive est que sur la rive ouest de la rivière Willamette. Les trois principaux sites sur la rive sont University Park, maintenant le site de l'université de Portland ; City View Park, maintenant Sellwood Park et Oaks Park ; et Hawthorne Park, maintenant une zone industrielle. Les sites envisagés à l'ouest sont City Park, aujourd'hui Washington Park, et le lac Guild dans le bassin versant du Balch Creek. Le lac Guild est un site dont « tout le monde à Portland connaissait vaguement l'existence [...]. [bien que] personne au sein du sous-comité de sélection du site ne se souvenait s'il s'évaporait pendant la saison sèche ». Des inspections montrent qu'il a une profondeur de 0,75 m pendant l'été, et qu'il sera donc un site approprié. Le 4 septembre 1902, l'Oregon Journal rapporte : « Les responsables de l'exposition sont sur la piste d'un site et on peut prédire avec confiance que ′quelque chose sera fait′ sous peu ». Le jour suivant, ils rapportent que le comité a réduit ses choix à « deux terrains ... Willamette Heights à l'ouest et Hawthorne Park, avec une partie du terrain Ladd, à l'est  », et que Willamette Heights devrait être choisi, car « on prétend que les avantages naturels offerts par Willamette Heights l'emportent sur toute autre considération et que ... Le lac Guild, dit-on, peut être utilisé de manière très avantageuse et devenir une scène de beauté ». Avec ce vote, « la Lewis and Clark Exposition  a son site - un bosquet d'arbres, 0,75 km2 de pâturage, et 0,90 km2 d'eau stagnante à hauteur de la taille au centre du site ».
Le lac Guild présente de nombreux autres avantages. Comme le site est situé à la limite de l'agglomération de Portland, il est facilement accessible à la population. Deux lignes de tramway locales (le Portland Railway et le City Suburban Railway) passent à moins d'un pâté de maisons de l'entrée proposée. Le lac Guild a également l'avantage d'être situé à côté du Vaughn Street Park récemment construit, un stade de baseball qui s'avèrera plutôt utile pendant la durée de l'exposition. Le site est également accessible par la rivière, et des bateaux à vapeur permettent aux visiteurs de s'y rendre pour 10 cents.
Le site est vendu pour développement privé avant l'exposition et est loué à la ville pour l'événement.

### Conception et construction

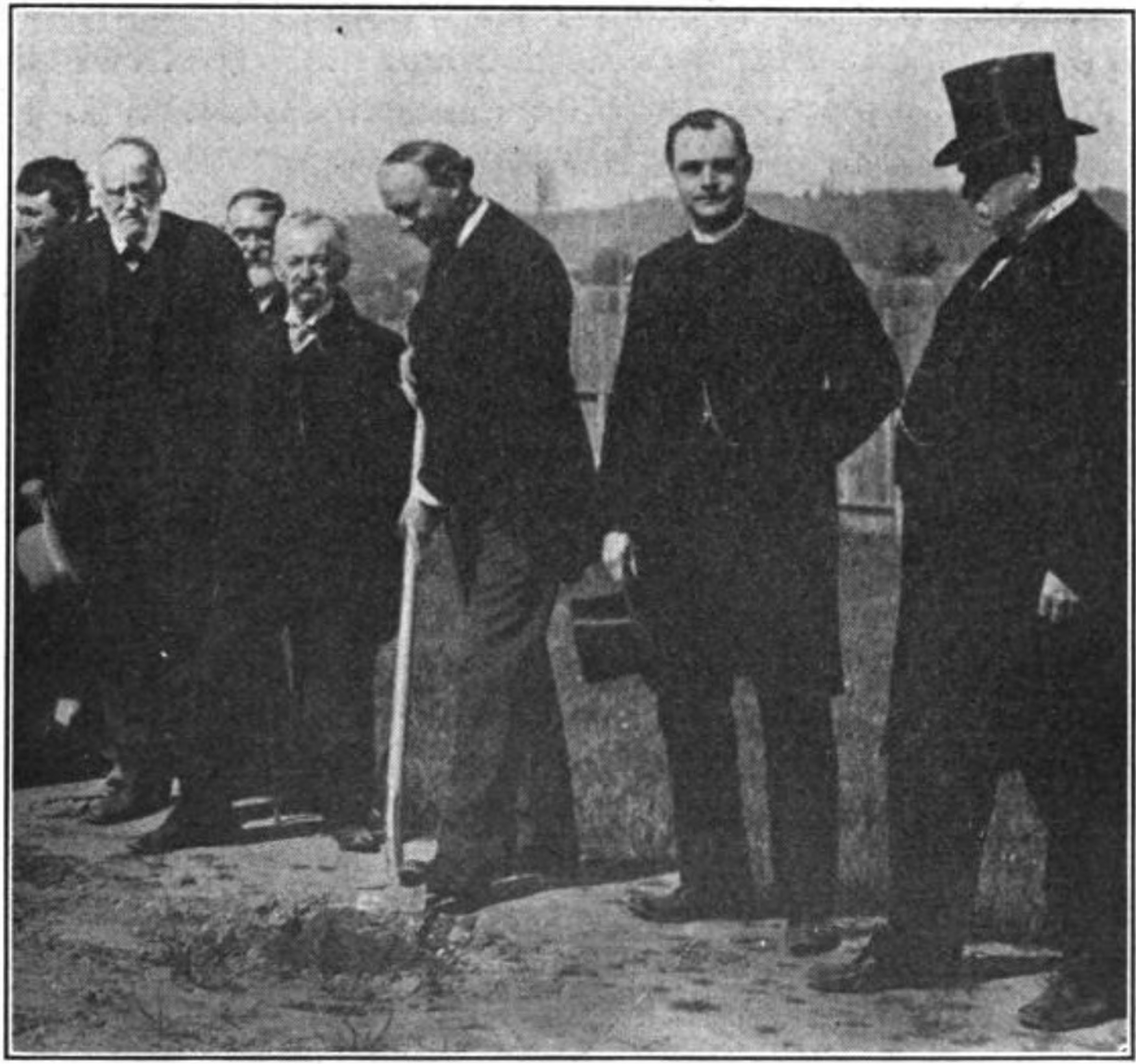
Pose de la première pierre de l'exposition.

De nombreuses personnes participent à la conception et à la construction du parc et des bâtiments. La société d'architecture paysagère Olmsted Brothers est engagée pour développer un plan pour le terrain, le tout, pour 5 000 dollars. Le plan, conçu par John Charles Olmsted, tire parti des vues panoramiques offertes par le site, notamment sur le mont Saint Helens et la rivière,.
Ion Lewis, du cabinet Whidden & Lewis, supervise un conseil de sept architectes chargés de concevoir les bâtiments de l'exposition. Les six autres architectes sont Edgar M. Lazarus, Emil Schacht (en), Justus F. Krumbein (en), David C. Lewis, Richard Martin, Jr. et Henry J. Hefty (en). La majorité des bâtiments sont de style Renaissance espagnole et décorés de fioritures architecturales telles que des dômes, des coupoles, des portes en arc et des toits de couleur rouge. Les bâtiments, qui ne sont pas destinés à être permanents, sont en grande partie construits en plâtre sur des cadres en bois, ce qui entraîné des coûts de construction plutôt bas (2,4 dollars le mètre),.
La principale exception à cette règle est le Forestry Building, une cabane en rondins qui est, soi-disant, la plus grande du monde. Elle est construite à partir de 54 longs rondins non taillés et contient des expositions sur les produits forestiers locaux, la faune et la flore, ainsi que des photographies d'Amérindiens. Le bâtiment mesure 63 m de long, 31 m de large et 22 m de haut et coûte près de 30 000 dollars. Elle est restée debout jusqu'à ce qu'elle soit détruite par un incendie en 1964 et a inspiré le Western Forestry Center, qui la remplace. Elle a également inspiré le hall d'entrée du Glacier Park Lodge dans le Montana.

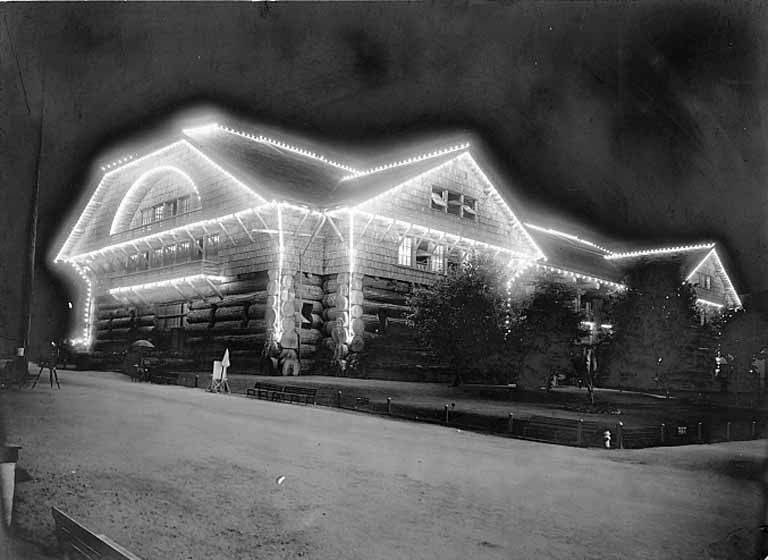
Forestry Building éclairé de nuit par des lampes à incandescence.

L'exposition est éclairée la nuit par des lampes à incandescence, ainsi que par de grands projecteurs situés sur le bâtiment du gouvernement. Ceux-ci sont conçus par Thomas H. Wright, qui travaille pour la Portland General Electric.
En outre, de nombreuses statues ornent le terrain. Plusieurs de ces statues sont encore en place aujourd'hui, notamment Sacajawea and Jean-Baptiste d'Alice Cooper, qui se trouve désormais au Washington Park. Plus de 100 000 ampoules sont utilisées pour dessiner le contour des bâtiments, des ponts et des statues, ce qui permet d'obtenir des illuminations nocturnes spectaculaires.
Certains bâtiments ont pris jusqu'à trois ans pour être assemblés.

## Exposition
L'exposition ouvre ses portes le 1er juin 1905 et dure quatre mois et demi, soit jusqu'au 15 octobre 1905. Elle comprend des stands de 21 nations et de 16 États américains, ainsi que de nombreuses branches du gouvernement fédéral et des organisations privées. Le Multnomah Athletic Club, un club amateur d'athlétisme de Portland, participe à l'organisation des Lewis and Clark Athletic Games and Championship Contests.

### Exposants

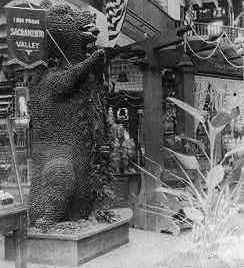
L'ours aux pruneaux de la vallée de Sacramento.

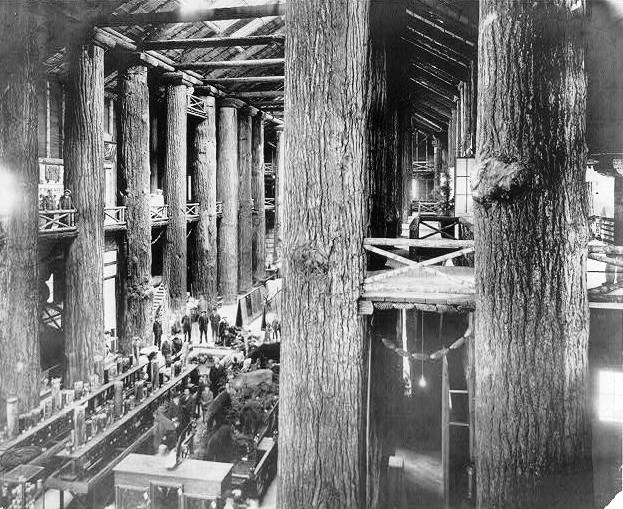
L'intérieur du Forestry Building.

Le plus grand stand d'une nation étrangère est celui de l'Italie, dont le pavillon contient une grande collection de statues en marbre. L'Allemagne et la France dépensent également des sommes énormes pour leurs pavillons, cette dernière fournissant une réplique du salon du roi Louis XIV. Le Japon dépense un million de dollars (une somme importante en 1905) pour son pavillon, qui comprend de nombreux objets culturels tels que des porcelaines, des soieries et des lanternes.
Les États exposés à l'exposition sont les suivants : Alaska, Arizona, Californie, Colorado, Idaho, Illinois, Louisiane, Maine, Massachusetts, Missouri, Montana, Nebraska, New York, Dakota du Nord, Oregon, Oklahoma, Utah, Washington et Wyoming. Chaque État participant s'est vu accorder une journée pour faire connaître son exposition, à laquelle assistent souvent des dignitaires en visite.
De nombreuses expositions sont organisées sur des sujets tels que l'agriculture, la technologie et la musique. Le Chœur du Tabernacle mormon envoie une exposition, tout comme la Smithsonian Institution ; de nombreux artistes célèbres, tels que Claude Monet, sont présentés. Certaines expositions sont controversées (et, selon les normes modernes, offensantes), comme une exposition sur les tribus Igorot des Philippines, présentée dans le but de convaincre la population américaine de la légitimité de la récente conquête des Philippines par les États-Unis, arrachées à l'Espagne lors de la guerre hispano-américaine qui vient de s'achever. L'exposition présente des Irogots vivant dans un village simulé et se livrant à des activités traditionnelles. Certaines de ces activités, comme la préparation et la consommation de viande de chien, seront considérées comme primitives par la plupart des visiteurs.

### Autres attractions
En plus des principales expositions et des pavillons, le site comprend également un parc d'attractions, des spectacles, des concerts, des films gratuits (une nouveauté à l'époque), des excursions en dirigeable et de nombreux vendeurs de nourriture et autres articles. Le site est la ligne d'arrivée d'une course automobile transcontinentale ("Hell Gate to Portland") par deux pilotes sponsorisés par Olds Motor Works,. Les championnats nationaux d'athlétisme de l'Amateur Athletic Union se déroulent à Portland, au Vaughn Street Park. L'équipe de baseball de Portland de la ligue de la côte du Pacifique, connue alors sous le nom de "Giants", a joué la saison 1905 dans un autre lieu de Portland.

### Impact économique
L'exposition, selon tous les critères économiques, est un grand succès. Pour toute la durée de l'exposition, le guichet enregistre près de 1,6 million d'entrées payantes, soit une moyenne de 11 600 visiteurs par jour. Les billets pour l'exposition coûtent 50 cents pour les adultes et 25 cents pour les enfants. 40 000 visiteurs sont venus le jour de l'ouverture, 50 000 visiteurs le jour du 4 juillet et le jour de l'anniversaire de l'incorporation de Portland, le record de fréquentation quotidienne est établi avec plus de 85 000 visiteurs. La grande majorité (près de 75 %) des visiteurs sont originaires du nord-ouest du Pacifique, et près de la moitié sont des résidents locaux. Au total, 2 554 000 personnes visitent l'exposition, dont 966 000 entrent gratuitement et 1 588 000 payent. 135 000 visiteurs viennent de l'est du fleuve Mississippi.
Fait inhabituel pour de telles expositions, la Lewis and Clark Exposition est rentable, dégageant un bénéfice brut de près de 85 000 dollars. Les investisseurs obtiennent un retour sur investissement de 21 %. En outre, l'impact sur l'économie locale est important. On estime qu'un million d'invités de l'extérieur viennent à Portland, ce qui, ajoute des millions de dollars (en chiffres de 1905) à l'économie. En outre, la construction du parc des expositions a fourni 1 000 emplois dans le secteur de la construction.

## Héritage

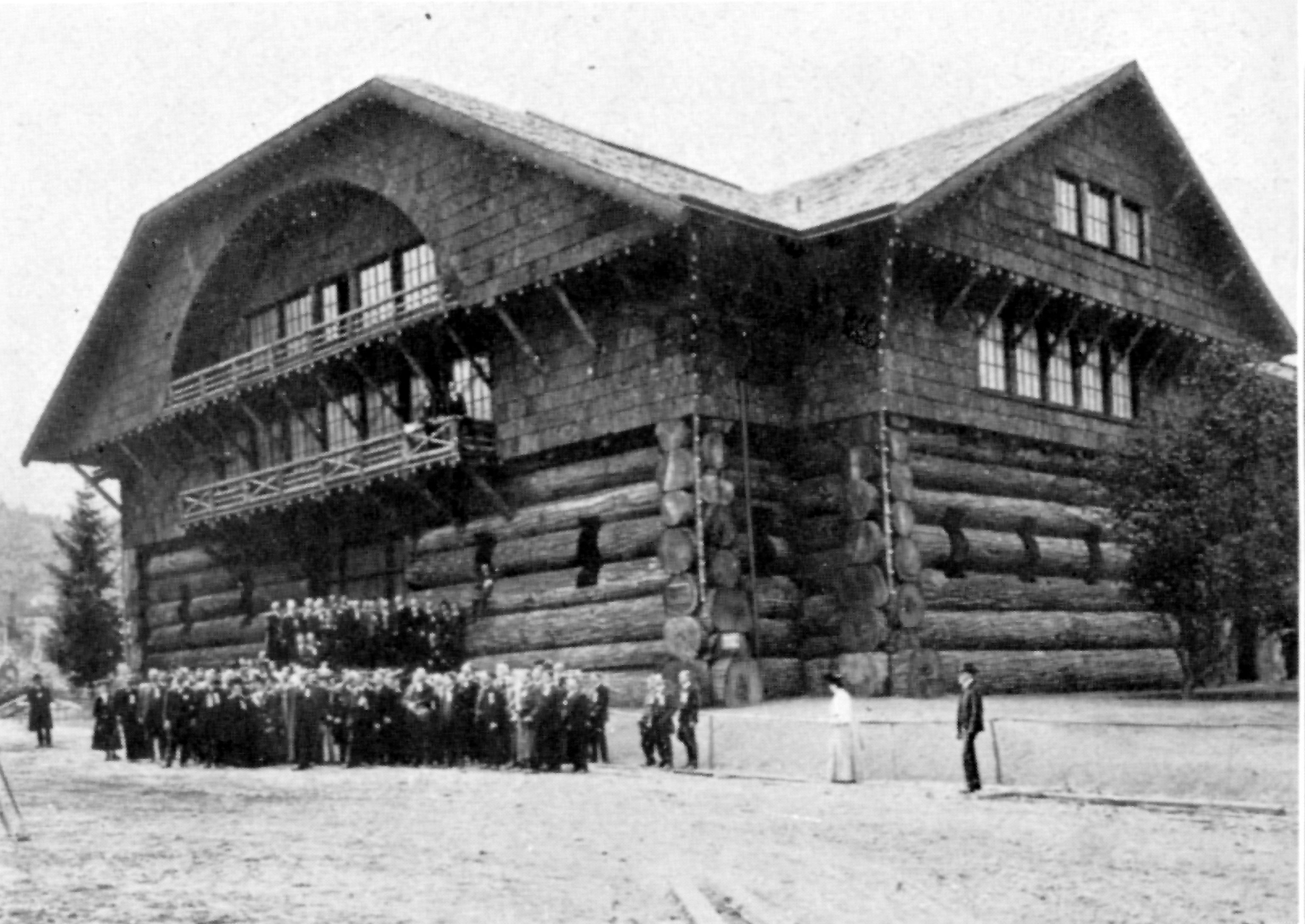
Le Forestry Building vers 1905.

Il reste aujourd'hui très peu de choses de la Lewis and Clark Centennial Exposition. La grande majorité des structures étaient conçues pour être temporaires et sont démolies l'année suivante, en 1906. Quelques structures sont déplacées ailleurs et restent en service pendant longtemps, notamment le Forestry Building, qui est renforcé par des fondations en béton et transformé en musée forestier. Il brûle en août 1964. Un musée de remplacement est construit dans le Washington Park de Portland et est aujourd'hui connu sous le nom de World Forestry Center. Quelques bâtiments de l'exposition sont encore debout aujourd'hui, notamment le Fairmount Hotel, l'American Inn et le National Cash Register Building (aujourd'hui le McMenamins St. Johns Theater and Pub).
Environ un demi-million de rosiers hybrides roses pour le thé, tous des « Mme Caroline Testout », ont été plantés le long des rues de Portland pour l'exposition. Il en reste encore beaucoup aujourd'hui.
De nombreuses personnes s'installent à Portland après l'exposition, ce qui explique que de nombreuses maisons autour de Portland soient construites dans les années qui suivent. Portland passe ainsi de 161 000 à 270 000 habitants entre 1905 et 1910, une croissance qui est attribuée à l'exposition. Il y a également de nombreux projets de pavage de rues et de trottoirs dans les années qui suivent la foire, et beaucoup de trottoirs à Portland (surtout à East Portland) datent des années 1910-1920.
Le lac Guild, un méandre de la rivière Willamette autour duquel le parc des expositions est construit, est lentement comblé par les promoteurs industriels (et le port de Portland) dans les années qui suivent la foire ; dans les années 1920, le lac a complètement disparu,. Au fil des ans, le terrain est utilisé pour un incinérateur d'ordures, une décharge, une gare de triage, des logements de guerre et des entrepôts. Aujourd'hui, le terrain autrefois occupé par le lac (et le parc lui-même) est toujours utilisé à des fins principalement industrielles et est désigné comme sanctuaire industriel par la ville de Portland.